# Mouhet
Ne doit pas être confondu avec Mouhers.
Mouhet est une commune française située dans le département de l'Indre, en région Centre-Val de Loire.

## Géographie

### Localisation
La commune est située dans le sud du département, à la limite avec les départements de la Creuse et de la Haute-Vienne. Elle est située dans la région naturelle du Boischaut Sud.
Les communes limitrophes sont : La Châtre-Langlin (4 km), Azerables (5 km), Les Grands-Chézeaux (5 km), Saint-Sébastien (7 km) et Parnac (8 km).
Les communes chefs-lieux et préfectorales sont : Saint-Gaultier (28 km), Le Blanc (40 km), La Châtre (48 km), Châteauroux (52 km) et Issoudun (76 km).

### Hameaux et lieux-dits
Les hameaux et lieux-dits de la commune sont : les Maisons, Mazou, Mazerolles, Rapissac et le Quaire.

### Géologie et hydrographie
La commune est classée en zone de sismicité 2, correspondant à une sismicité faible.
Le territoire communal est arrosé par la rivière Anglin, les ruisseaux la Bazonnerie et le Portefeuille.

### Climat
Pour des articles plus généraux, voir Climat du Centre-Val de Loire et Climat de l'Indre.
En 2010, le climat de la commune est de type climat océanique dégradé des plaines du Centre et du Nord, selon une étude du CNRS s'appuyant sur une série de données couvrant la période 1971-2000. En 2020, Météo-France publie une typologie des climats de la France métropolitaine dans laquelle la commune est exposée à un climat océanique altéré et est dans la région climatique Ouest et nord-ouest du Massif Central, caractérisée par une pluviométrie annuelle de 900 à 1 500 mm, maximale en automne et en hiver.
Pour la période 1971-2000, la température annuelle moyenne est de 11 °C, avec une amplitude thermique annuelle de 15,1 °C. Le cumul annuel moyen de précipitations est de 902 mm, avec 13 jours de précipitations en janvier et 7,6 jours en juillet. Pour la période 1991-2020, la température moyenne annuelle observée sur la station météorologique de Météo-France la plus proche, sur la commune de Chaillac à 12 km à vol d'oiseau, est de 12,3 °C et le cumul annuel moyen de précipitations est de 864,0 mm,. Pour l'avenir, les paramètres climatiques de la commune estimés pour 2050 selon différents scénarios d'émission de gaz à effet de serre sont consultables sur un site dédié publié par Météo-France en novembre 2022.

### Voies de communication et transports
L'autoroute A20 (l’Occitane) passe par le territoire communal et dessert un échangeur (numéro 21). On trouve aussi les routes départementales : 5, 10, 10A, 84, 86, 113 et 220.
La gare ferroviaire la plus proche est la gare de Saint-Sébastien, à 11 km.
Mouhet est desservie par la ligne L du Réseau de mobilité interurbaine.
L'aéroport le plus proche est l'aéroport de Châteauroux-Centre, à 64 km.

## Urbanisme

### Typologie
Au 1er janvier 2024, Mouhet est catégorisée commune rurale à habitat très dispersé, selon la nouvelle grille communale de densité à sept niveaux définie par l'Insee en 2022.
Elle est située hors unité urbaine et hors attraction des villes,.

### Occupation des sols
L'occupation des sols de la commune, telle qu'elle ressort de la base de données européenne d’occupation biophysique des sols Corine Land Cover (CLC), est marquée par l'importance des territoires agricoles (91,7 % en 2018), en augmentation par rapport à 1990 (89,9 %). La répartition détaillée en 2018 est la suivante : 
prairies (47,9 %), zones agricoles hétérogènes (28,7 %), terres arables (15,1 %), forêts (7,1 %), zones urbanisées (1,1 %). L'évolution de l’occupation des sols de la commune et de ses infrastructures peut être observée sur les différentes représentations cartographiques du territoire : la carte de Cassini (XVIIIe siècle), la carte d'état-major (1820-1866) et les cartes ou photos aériennes de l'IGN pour la période actuelle (1950 à aujourd'hui).

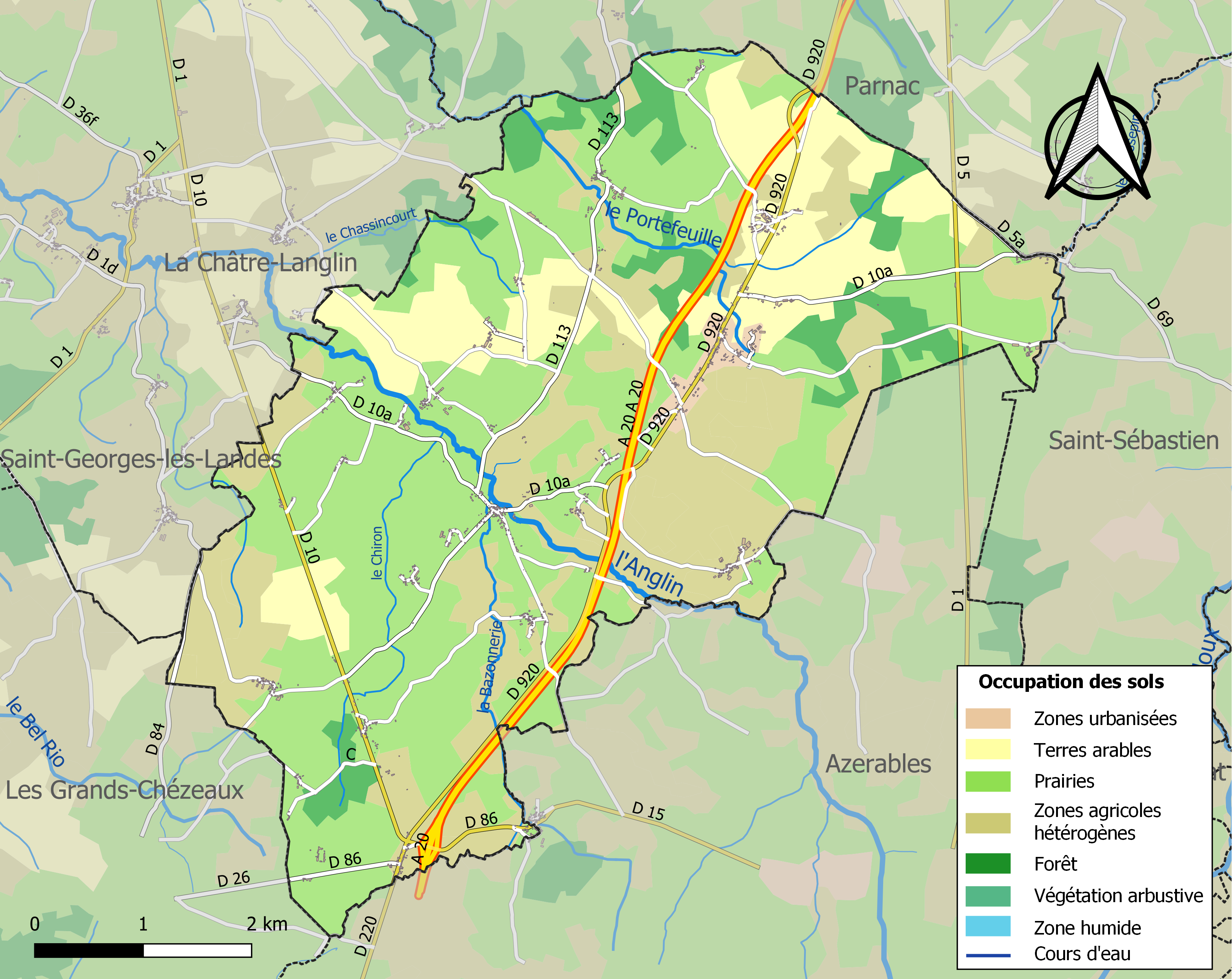
Carte des infrastructures et de l'occupation des sols de la commune en 2018 (CLC).

### Logement
Le tableau ci-dessous présente le détail du secteur des logements de la commune :
| Date du relevé                                              | 2013   |
| Nombre total de logements                                   | 372    |
| Résidences principales                                      | 64,7 % |
| Résidences secondaires                                      | 24,5 % |
| Logements vacants                                           | 10,8 % |
| Part des ménages propriétaires de leur résidence principale | 84,6 % |

### Risques majeurs
Le territoire de la commune de Mouhet est vulnérable à différents aléas naturels : météorologiques (tempête, orage, neige, grand froid, canicule ou sécheresse) et séisme (sismicité faible). Il est également exposé à un risque particulier : le risque de radon. Un site publié par le BRGM permet d'évaluer simplement et rapidement les risques d'un bien localisé soit par son adresse soit par le numéro de sa parcelle.

#### Risques naturels

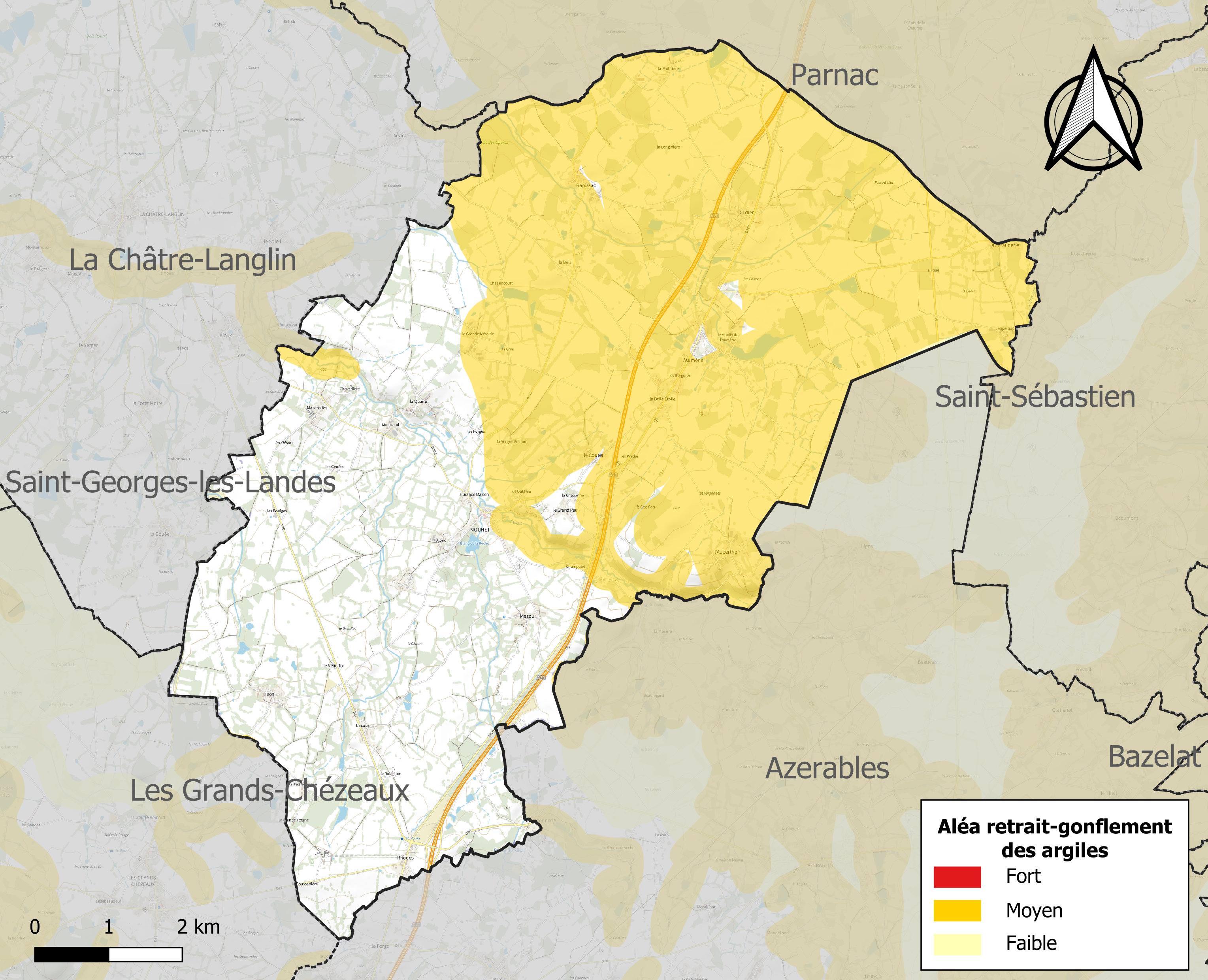
Carte des zones d'aléa retrait-gonflement des sols argileux de Mouhet.

Le retrait-gonflement des sols argileux est susceptible d'engendrer des dommages importants aux bâtiments en cas d’alternance de périodes de sécheresse et de pluie. 55 % de la superficie communale est en aléa moyen ou fort (84,7 % au niveau départemental et 48,5 % au niveau national). Sur les 380 bâtiments dénombrés sur la commune en 2019, 159 sont en aléa moyen ou fort, soit 42 %, à comparer aux 86 % au niveau départemental et 54 % au niveau national. Une cartographie de l'exposition du territoire national au retrait gonflement des sols argileux est disponible sur le site du BRGM,.
Concernant les mouvements de terrains, la commune a été reconnue en état de catastrophe naturelle au titre des dommages causés par la sécheresse en 2019 et par des mouvements de terrain en 1999.

#### Risque particulier
Dans plusieurs parties du territoire national, le radon, accumulé dans certains logements ou autres locaux, peut constituer une source significative d’exposition de la population aux rayonnements ionisants. Toutes les communes du département sont concernées par le risque radon à un niveau plus ou moins élevé. Selon la classification de 2018, la commune de Mouhet est classée en zone 3, à savoir zone à potentiel radon significatif.

## Toponymie
Ses habitants sont appelés les Mouhetins.

## Histoire
On ne parvient pas à dater exactement la naissance du village, il semble apparaître pendant le Moyen Âge. Longtemps châtellenie des seigneurs de Rhodes, il se trouvait sur la route de Tours à Limoges. La paroisse de Moheto deviendra commune à la Révolution.
La Révolution fut un moment trouble pour la commune compte tenu de la présence ancienne de la famille Pot de Rhodes et de l'activité de prêtres réfractaires. On trouve, dans les archives départementales, le cas de Henry Berthon arrêté successivement en 1792, 1796 et 1798 au prétexte qu'il « fanatisait le peuple par ses discours et sa conduite ».
Village dynamique, Mouhet paya un lourd tribut lors du premier conflit mondial, comme le rappelle son monument aux morts, ou plus récemment une exposition consacrée aux poilus mouhetins.
Durant la Seconde Guerre mondiale, Mouhet fut le lieu de quelques actes de résistances, notamment dans la nuit du 4 au 5 décembre 1943 où furent collés sur les panneaux d'affichage de la commune des tracts titrés : « La Riposte des Patriotes du Berry », signés par : « Le Bureau de l’U. L. ». D'autres petits actes témoignent d'une activité résistante locale. En juin 1944, la commune subit la répression du 4e régiment SS « Der Führer », appartenant à la division Das Reich, en route vers la Normandie : les SS ont abattu sans raison et à vue un habitant de la commune dans la côte de Champalais.
La commune fut rattachée de 1973 à 2015 au canton de Saint-Benoît-du-Sault.

## Politique et administration
La commune dépend de l'arrondissement du Blanc, du canton de Saint-Gaultier, de la première circonscription de l'Indre et de la communauté de communes Marche Occitane - Val d'Anglin.
Elle dispose d'une agence postale communale.
| Période                                  | Période      | Identité                   | Étiquette | Qualité  |
| ---------------------------------------- | ------------ | -------------------------- | --------- | -------- |
| 1886                                     | 1889         | Félix Perrot               | ?         | ?        |
| 1889                                     | 1896         | Jean-Baptiste Gaullier     | ?         | ?        |
| 1896                                     | 1911         | Adrien Collin              | ?         | ?        |
| 1911                                     | mai 1925     | Firmin Perichet            | ?         | ?        |
| mai 1925                                 | 1928         | Adrien Prades              | ?         | ?        |
| 1928                                     | octobre 1947 | Émile Ducouret             | ?         | ?        |
| octobre 1947                             | mars 1959    | Raymond Lavillonière       | ?         | ?        |
| mars 1959                                | 1979         | Joseph Prades              | ?         | ?        |
| 1979                                     | 2000         | Maurice Denis              | PCF       | ?        |
| 2000,                                    | janvier 2018 | Roger Jambut               | PS        | Retraité |
| janvier 2018                             | En cours     | Jean-Christophe Plantureux | ?         | ?        |
| Les données manquantes sont à compléter. |              |                            |           |          |

## Population et société

### Démographie
L'évolution du nombre d'habitants est connue à travers les recensements de la population effectués dans la commune depuis 1793. Pour les communes de moins de 10 000 habitants, une enquête de recensement portant sur toute la population est réalisée tous les cinq ans, les populations de référence des années intermédiaires étant quant à elles estimées par interpolation ou extrapolation. Pour la commune, le premier recensement exhaustif entrant dans le cadre du nouveau dispositif a été réalisé en 2007.

En 2022, la commune comptait 411 habitants, en évolution de −8,05 % par rapport à 2016 (Indre : −3 %, France hors Mayotte : +2,11 %).
| 1793 | 1800 | 1806 | 1821  | 1831  | 1836  | 1841  | 1846  | 1851  |
| ---- | ---- | ---- | ----- | ----- | ----- | ----- | ----- | ----- |
| 530  | 856  | 826  | 1 170 | 1 230 | 1 320 | 1 294 | 1 349 | 1 229 |

| 1856  | 1861  | 1866  | 1872  | 1876  | 1881  | 1886  | 1891  | 1896  |
| ----- | ----- | ----- | ----- | ----- | ----- | ----- | ----- | ----- |
| 1 262 | 1 250 | 1 239 | 1 261 | 1 285 | 1 281 | 1 330 | 1 314 | 1 330 |

| 1901  | 1906  | 1911  | 1921  | 1926  | 1931  | 1936 | 1946 | 1954 |
| ----- | ----- | ----- | ----- | ----- | ----- | ---- | ---- | ---- |
| 1 305 | 1 240 | 1 225 | 1 085 | 1 058 | 1 031 | 991  | 912  | 922  |

| 1962 | 1968 | 1975 | 1982 | 1990 | 1999 | 2006 | 2007 | 2012 |
| ---- | ---- | ---- | ---- | ---- | ---- | ---- | ---- | ---- |
| 861  | 827  | 777  | 645  | 528  | 478  | 501  | 504  | 512  |

| 2017 | 2022 | - | - | - | - | - | - | - |
| ---- | ---- | - | - | - | - | - | - | - |
| 414  | 411  | - | - | - | - | - | - | - |

### Enseignement
La commune dépend de la circonscription académique du Blanc.

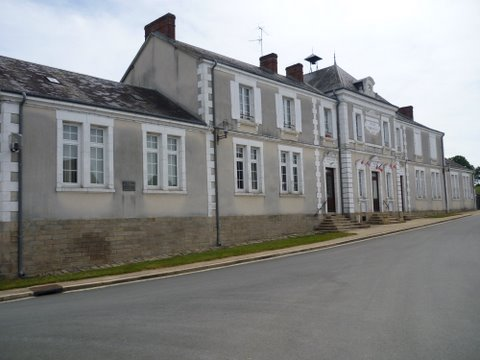
L'école élémentaire Jules-Verne en 2011.

### Manifestations culturelles et festivités
La « fête communale » se tient le premier dimanche de septembre et elle est l'occasion de nombreuses manifestations : brocante, jeux pour enfants, messe de saint Hubert, défilé costumé avec chars fleuris, repas midi et soir, retraite aux flambeaux suivie d'un feu d'artifice. En 2011, avait aussi lieu dans l'après-midi, des courses cyclistes de juniors. La commune accueille depuis 2011 le festival de la chanson française Festiv’En Marche, et notamment la finale du concours inter-régional le week-end de la Pentecôte.

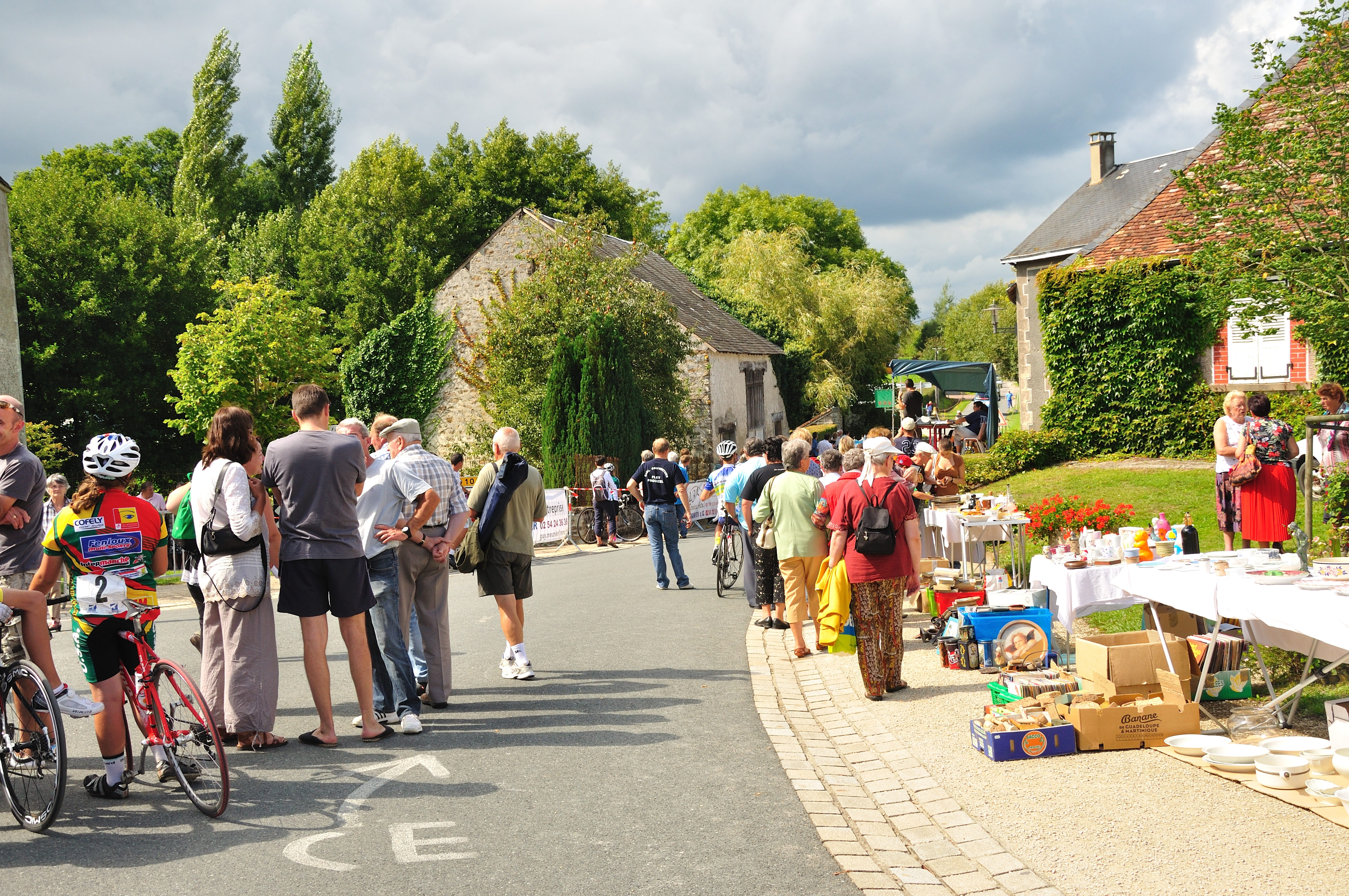
La fête communale en 2011.

### Médias
La commune est couverte par les médias suivants : La Nouvelle République du Centre-Ouest, Le Berry républicain, L'Écho - La Marseillaise, La Bouinotte, Le Petit Berrichon, France 3 Centre-Val de Loire, Berry Issoudun Première, Vibration, Forum, France Bleu Berry et RCF en Berry.

## Économie
La commune se situe dans la zone d’emploi de Châteauroux et dans le bassin de vie de La Souterraine.
L'économie est principalement agricole, comme le révèle l'implantation récente de la coopérative Berry Sud (producteurs de lait caprin, d'où partent 6 millions de litres de lait provenant de 45 producteurs ). Outre quelques artisans et indépendants, la commune compte un restaurant, un gîte rural, une boulangerie et de petites entreprises (bâtiments, transports autocars…).

## Culture locale et patrimoine
- Église Saint-Pierre : elle est particulièrement remarquable, datant des XIIIe et XIVe siècles, elle abrite la dalle funéraire de marbre noire de la famille Pot, seigneurs de Rhodes. On ignore ce qui se trouve dans les deux tourelles au fond du chœur qui sont murées, alimentant les légendes locales. Un peu plus haut, on peut se rendre à la cascade, lieu assez prisé des habitants, doux et agréable et où coule un filet d'eau au milieu de blocs de pierre.
- Monument aux morts.

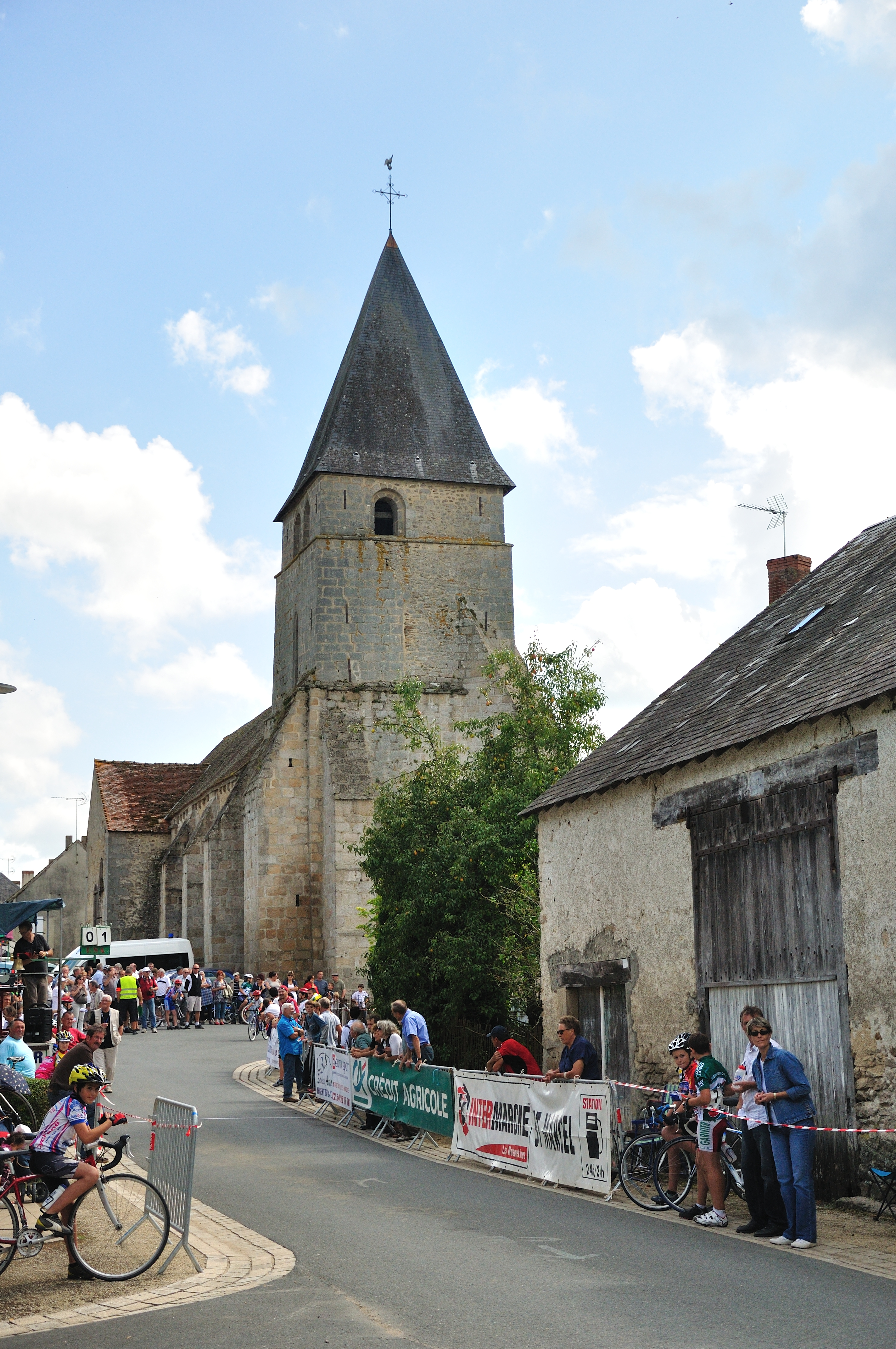
L'église Saint-Pierre en 2011.

### Personnalités liées à la commune
- Fernand Maillaud (1862-1948), peintre et illustrateur, né à Mouhet.
- Le lieutenant-colonel prince Serge Obolensky a été parachuté à Mouhet dans la nuit du 16 au 17 août 1944 à la tête du groupe Patrick (Office of Strategic Services), pour assurer la protection du barrage hydroélectrique d'Éguzon, occupé par l'armée allemande.